# Denis Ngande
Denis Ngande (* 1920 in Babouantou, Französisch-Kamerun; † 28. Februar 1978) war ein kamerunischer römisch-katholischer Geistlicher und Bischof von Bafoussam.

## Leben
Denis Ngande empfing am 3. Juni 1950 das Sakrament der Priesterweihe für das Apostolische Vikariat Foumban (später: Bistum Nkongsamba).
Am 5. Februar 1970 ernannte ihn Papst Paul VI. zum ersten Bischof von Bafoussam. Der Bischof von Nkongsamba, Albert Ndongmo, spendete ihm am 5. April desselben Jahres in Bafoussam die Bischofsweihe; Mitkonsekratoren waren der Bischof von Buéa, Julius Joseph Willem Peeters MHM, und der Bischof von Douala, Thomas Mongo.
Ngande starb im Februar 1978 an den Folgen eines Herzinfarkts.